# كيفن ج. أندرسون
كيفن أندرسون (بالإنجليزية: Kevin J. Anderson) (و. 1962  م) هو روائي، وكاتب، وكاتب خيال علمي أمريكي، ولد في راسين.

## وصلات خارجية
- كيفن أندرسون على موقع IMDb (الإنجليزية)
- كيفن أندرسون على موقع ميوزك برينز (الإنجليزية)
- كيفن أندرسون على موقع إن إن دي بي (الإنجليزية)
- كيفن أندرسون على موقع قاعدة بيانات الفيلم (الإنجليزية)

- كيفن ج. أندرسون في قاعدة بيانات الأفلام على الإنترنت